# Расщепление Адама
Расщепление Адама (англ. Splitting Adam) — американский комедийный телевизионный фильм, впервые вышедший в эфир в США на канале Nickelodeon 16 февраля 2015 года.

## Сюжет
Юный Адам Бейкер разрывается между своими обязанностями. Ночью Адам и его друзья искали Джиллиан, но она пугает Адама и тот падает в солярий его дяди. Утром проснувшись Адам увидел своего клона и узнал, что солярий его дяди Митча — машина для клонирования. Адам и его друзья решают сделать ещё клонов, чтобы не только распределить их на обязанности, но и произвести впечатление на Лори Коллинз…

## Роли
- Джейс Норман — Адам Бейкер, Адам #2, Уинстон (Адам #3), Тусовщик (Адам #4), Писатель (Адам #5), Идеальный (Адам #6)
- Джек Гриффо — Вэнс Красавкинс
- Изабела Монер — Лори Коллинз
- Амарр Мерритт — Шелдон
- Сет Исаак Джонсон — Дэнни
- Тейт Чэпман — Джиллиан Бейкер
- Эбби Чэпман — Джиллиан #2
- Тони Кавалеро — Волшебник Митч, дядя Адама.
- Джейсон Шомбинг — мистер Галатти
- Курт Эванс — мистер Бейкер
- Кэролайн Кейв — миссис Бейкер
- Крис Готье — Эд Мэттис, менеджер аквапарка «Бух и Плюх»
- Аннабел Кершоу — учительница балета
- Расселл Робертс — профессор Ллойд

## Производство
Фильм создавался под рабочим названием «Copy-Kid».
Съёмки проходили в Ванкувере (Канада). Сцены в аквапарке «Бух и Плюх» снимались в парке развлечений «Плейленд».